# Пјани ди Ла (Удине)
Пјани ди Ла је насеље у Италији у округу Удине, региону Фурланија-Јулијска крајина.
Према процени из 2011. у насељу је живело 34 становника. Насеље се налази на надморској висини од 687 м.